# Người Canada gốc Macedonia
Người Canada gốc Macedonia (tiếng Anh: Macedonian Canadians, tiếng Macedonia: Македонски Канаѓани) là công dân Canada có nguồn gốc từ người Macedonia hoặc người Macedonia người sinh ra ở Canada. Theo Điều tra dân số năm 2016 có 43.110 người Canada khai nhận toàn bộ hoặc một phần tổ tiên gốc Macedonia.